# Solar da Boa Vista
O Solar da Boa Vista é um edifício tombado pelo IPHAN, localizado em Salvador (BA) no bairro Engenho Velho de Brotas.

## Histórico

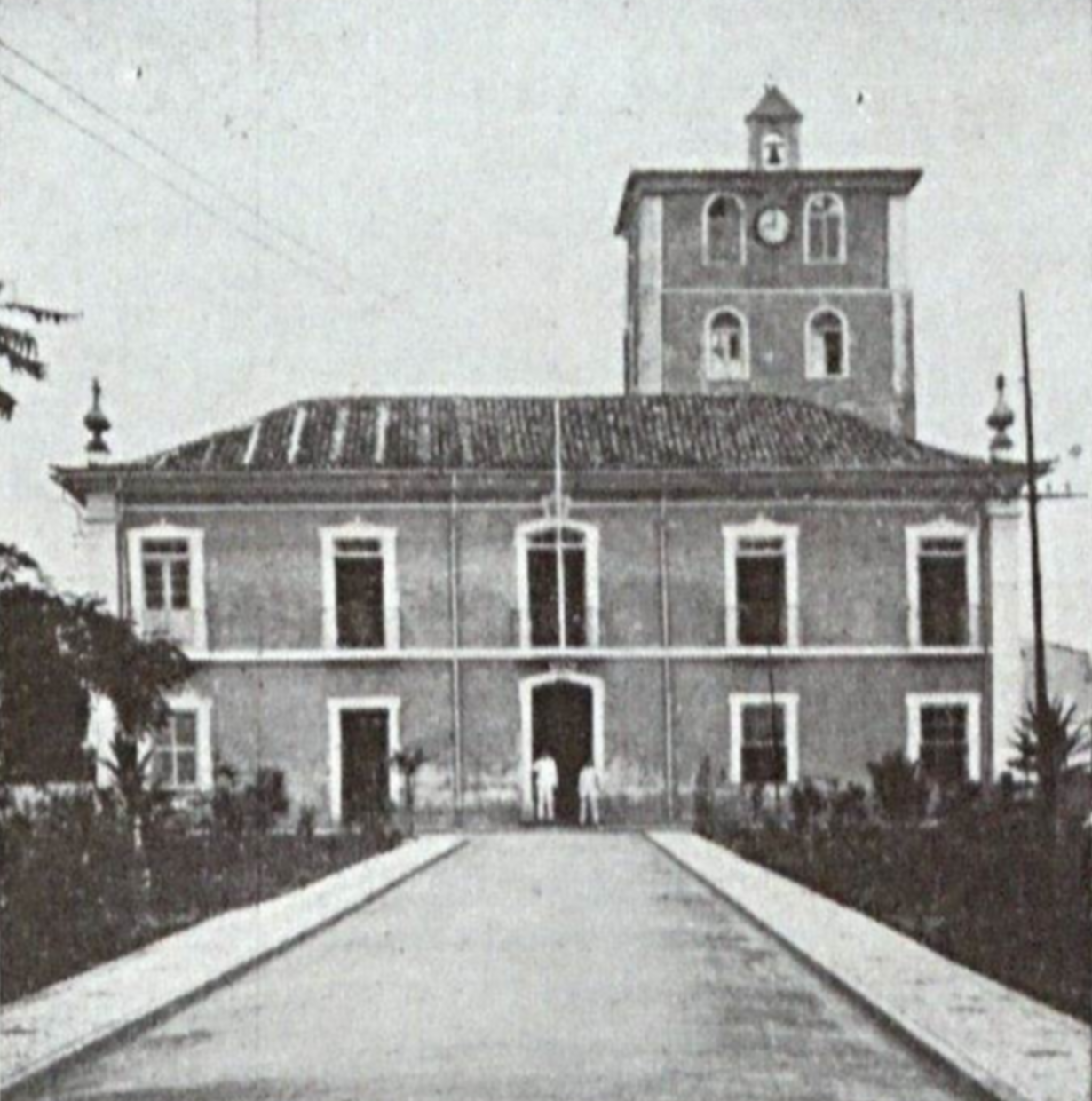
Casa de saúde de Antonio José Alves em 1918

### Fundação
O solar foi construído no século XVIII e pertenceu a Manuel José Machado, um comerciante e traficante de escravos que acabou sendo preso e levado para Portugal, onde morreu na prisão. em 1824, Joaquina Josefa de Santana Machado recebeu o casa como herança e vendeu para Joaquim Ramos de Araújo em 1831. Em 1858, foi comprada pelo médico Antônio José Alves, pai do poeta Castro Alves, que transformou o solar em uma casa de saúde.
Em agosto de 1869, o governo da Bahia comprou o imóvel, com base na Lei provincial nº 1.089, para a instalação de um hospital. Em 24 de junho de 1874, também foi inaugurado no local, o Asilo São João de Deus, sob a responsabilidade da Santa Casa da Misericórdia.
A instituição entregou o edifício para o governo da Bahia em 1912. Em 1935, seu nome foi mudado para Juliano Moreira, em homenagem ao médico e cientista baiano. Em 1943, o Solar foi tombado pelo IPHAN. Em 1967, parte da área externa da propriedade foi desmembrada para a construção de um conjunto habitacional. Em 1983, foi instalado no local o Manicômio Juliano Moreira mas durou apenas um ano, quando foi transformado em sede da Prefeitura Municipal e no ano seguinte, tornou-se sede da Secretaria Municipal de Educação até 1985.

### Desastre
Em 4 de janeiro de 2013, um incêndio causado por um curto circuito consumiu cerca de 30% das instalações do edifício, juntamente com a Capela São João de Deus que foi parcialmente destruída. O fogo se intensificou devido a grande quantidade de materiais inflamáveis que haviam no local, e pela ausência de um sistema de proteção contra incêndios.

### Capela São João de Deus
Acredita-se que a capela foi construída juntamente com o solar durante o século XVIII. Ela foi renomeada em 1874 como Capela São João de Deus por causa da inauguração do Asilo São João de Deus. Em 2013, o lugar foi atingido por um incêndio que começou no solar.

## Arquitetura
O Solar da Boa Vista apresenta arquitetura neocolonial e foi construído em alvenaria de pedra. Sua planta é retangular, com dois pavimentos e uma torre que funciona como mirante. Possui no pátio interno, um saguão com escadaria e divisórias feitas com paredes francesas. As fachadas são emolduradas por cunhais superpostos por coruchéus e a capela possui um teto em formato de gamela.